# میدویل (مونتانا)
میدویل (به انگلیسی: Midvale) شهری در ایالت مونتانا کشور ایالات متحده آمریکا است که جمعیت آن در سرشماری سال ۲۰۱۰ میلادی، ۳۹۳ نفر بوده‌است.